# سوزانا والقاضيان (أرتيميسا جنتلسكي)
سوزانا والقاضيان هي لوحة زيتية رسمها أرتيميسا جنتلسكي في عام 1610 على الأرجح، يدور موضوع اللوحة حول قصة سوزانا  التي ذكرت في سفر دانيال.